# Melanerpes candidus
Melanerpes candidus là một loài chim trong họ Picidae.
Gõ kiến trắng được tìm thấy ở Nam Mỹ. Loài gõ kiến này là một loài bản địa của vùng đồng cỏ của Brazil, Bolivia, Paraguay, Uruguay và Argentina.